# NGC 5749
NGC 5749 هيَ عنقود مفتوح تتواجد في كوكبة السبع.